# 毛根

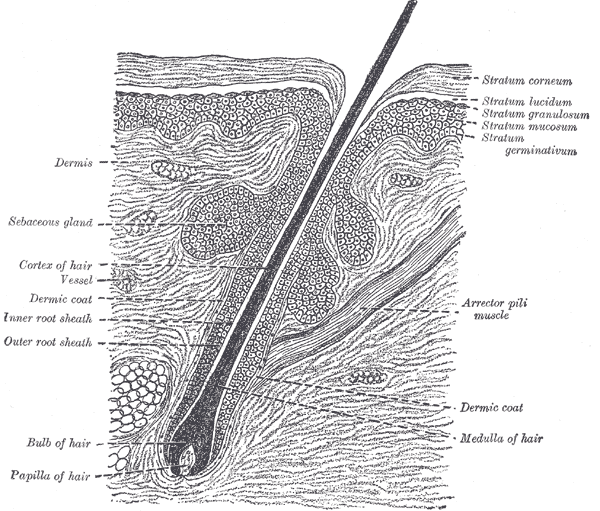

毛根（もうこん）は体毛のうち、皮膚の内部に存在する部分のこと。皮膚の外に伸びる部分は毛幹と呼ばれる。毛が抜けたときに根元部分に見られる白く丸いのが毛根。毛穴に皮脂が溜まっていると、皮脂がまとわり付いた状態で抜毛する。
頭皮に生えている髪の場合、毛根が脱毛症や薄毛症と深く関わっているのではないかという見方が世間に広まっている。毛根はまだ生成して間もない毛であり、毛根部分が初めから細いと抜け毛の原因にもなるとされている。